# Реймар Ган
Реймар Ган (нем. Reimar Hahn) — магистр Ливонского ордена с 1324 года по 1328 год.

## Биография
В 1310 году Реймар Ган занимал должность комтура Кулдиги (Гольдингена). В 1314—1316 годах был комтуром замка Пайда. В 1323 году был назначен комтуром (командором) Вендена. В августе 1324 года после отставки ливонского магистра Конрада Кессельхута венденский комтур Реймар Ган был назначен новым ландмейстером Тевтонского Ордена в Ливонии. Занимал должность четыре года. Его преемником стал Эберхард фон Монхайм.